# Ed O'Neill
Edward "Ed" Leonard O'Neill (Youngstown (Ohio), 12 april 1946) is een Amerikaans acteur. Hij speelde onder meer Al Bundy in alle 261 afleveringen van Married... with Children, waarvoor hij in zowel 1992 als 1993 werd genomineerd voor een Golden Globe. In augustus 2011 kreeg O'Neill een ster op de Hollywood Walk of Fame voor de deur van een schoenenwinkel, een knipoog naar het beroep van Bundy.

## Biografie
O'Neill bracht zijn middelbareschooltijd door op de Ursuline High School in zijn geboortestad. Daar studeerde hij later ook sociologie. Aanvankelijk wilde hij footballer worden. In 1969 werd hij aangetrokken door de Pittsburgh Steelers. Zij vonden O'Neill niet goed genoeg. Tijdens een trainingskamp werd hem verzocht te vertrekken.
In de jaren zeventig probeerde O'Neill door te breken als acteur. Zo was hij in een piepkleine rol als politieagent te zien in Deliverance (1972). Ook speelde hij een rolletje in de soap All My Children. Na een kleine bijrol in William Friedkins thriller Cruising uit 1980, speelde hij de eerste helft van de jaren 80 voornamelijk bijrollen. Hij was een gegadigde om Sam Malone te spelen in de televisieserie Cheers, maar die rol ging uiteindelijk naar Ted Danson. Hij werd overwogen voor de rol van de vader in Family Ties.
O'Neill was regelmatig te zien in televisiedrama's als The Day the Women Got Even (1981), Farrell for the People (1982) en When Your Lover Leaves (1983). Daar tussendoor speelde hij in de speelfilm The Dogs of War (1981), geregisseerd door John Irvin. Gastrollen speelde hij in series als Miami Vice (1984), Hunter (1985) en The Equalizer (1985). Na nog enkele rollen in televisiefilms en gastrollen in televisieseries werd O'Neill in 1987 gecast als de cynische Al Bundy in Married... with Children. Deze rol hield hij alle elf (1987-1997) seizoenen die er van de comedyserie gemaakt werden vol.
Terwijl Married... with Children liep deed O'Neill er ook andere dingen naast. Hij verscheen (in bijrollen) in films als Disorganized Crime (1989) en K-9 (1989). In 1991 verscheen de film Dutch, met O'Neill in de hoofdrol. Verder speelde hij rollen in beide delen van Wayne's World (1992 en 1993) en is hij te zien in Little Giants (1994).
Nadat Married... with Children in 1997 stopte, speelde O'Neill een tijd voornamelijk bijrollen in films als The Spanish Prisoner (1997), The Bone Collector (1999) en Lucky Numbers (2000). In 2003/04 speelde hij de hoofdrol in een 22-delige remake van de televisieserie Dragnet. O'Neill kreeg een contract bij ABC en hierna een rol in Modern Family en een gastrol in 8 Simple Rules en All My Children, en in 2004 een bijrol in de remake van Spartacus. In 2003 werd O'Neill in een speciale uitzending herenigd met de andere acteurs van Married... with Children. Ook maakte O'Neill regelmatig zijn opwachting in de televisieserie The West Wing en deed hij in 2005 mee in de korte film Steel Valley, over een jonge rechtenstudent die vecht tegen corrupte politici die in de race zijn voor een plek in de Senaat.
O'Neill begon in september 2009 aan een nieuwe vaste rol in een comedyserie als Jay Pritchett in Modern Family. Hiervoor werd hij in zowel 2010 als 2011 genomineerd voor een Screen Actors Guild Award en in 2011 tevens voor een Emmy Award. Samen met de hele cast van de serie won hij in 2011 de Screen Actors Guild Award voor het beste ensemble. Deze serie duurde, net als Married... With Children, elf seizoenen, waardoor hij een van de weinige acteurs is die in twee series met meer dan tien seizoenen een hoofdrol vertolkte.

## Privé
In 1986 trouwde O'Neill met actrice Catherine Rusoff, die te zien is in onder meer twee afleveringen van Married... with Children. In 1989 gingen de twee uit elkaar. Ze scheidden niettemin nooit officieel en kwamen in 1993 weer bij elkaar. O'Neill heeft een zwarte band in Braziliaans jiujitsu.

## Filmografie
- All My Children (televisieserie) – (rol, jaar en aflevering(en) onbekend)
- Cruising (1980) – detective Schreiber
- The Day the Women Got Even (televisiefilm, 1980) – Ed
- The Dogs of War (1981) – Terry
- Farrell for the People (televisiefilm, 1982) – detective Jay Brennan
- When Your Lover Leaves (televisiefilm, 1983) – Mack Sher
- Miami Vice (televisieserie) – Arthur Lawson/Artie Rollins (aflevering Heart of Darkness, 1984)
- Hunter (televisieserie) – Dan Colson (aflevering The Garbage Man, 1985)
- Braker (televisiefilm, 1985) – Danny Buckner
- The Equalizer (televisieserie) – dokter (aflevering The Children's Song, 1985)
- A Winner Never Quits (televisiefilm, 1986) – Whitey Wyshner
- Popeye Doyle (televisiefilm, 1986) – Popeye Doyle
- Spenser: For Hire (televisieserie) – Buddy Almeida (aflevering Widow's Walk, 1986)
- Right to Die (televisiefilm, 1987) – Russ
- Midnight Caller (televisieserie) – Hank (aflevering Twelve Gauge, 1988)
- Police Story: Gladiator School (televisiefilm, 1988) – Sgt. Stanley Bivens
- Disorganized Crime (1989) – George Denver
- K-9 (1989) – Officer Brannigan
- A Very Retail Christmas (televisiefilm, 1990) – Rol onbekend
- Saturday Night Live (televisieserie) – presentator (aflevering Ed O'Neill/Harry Connick Jr., 1990)
- The Adventures of Ford Fairlane (1990) – Lt. Amos
- Sibling Rivalry (1990) – Capt. Wilbur Meany
- The Whereabouts of Jenny ('televisiefilm, 1991) – Jimmy O'Meara
- Top of the Heap (televisieserie) – Al Bundy (aflevering Top of the Heap, 1991)
- Dutch (1991) – Dutch Dooley
- Wayne's World (1992) – Glen, Mikita's Manager
- Wayne's World 2 (1993) – Glen, Mikita's Manager
- Nick's Game (televisiefilm, 1993) – Ron Hawthorne
- Blue Chips (1994) – Ed
- Little Giants (1994) – Kevin O'Shea
- W.E.I.R.D. World (televisiefilm, 1995) – Dr. Monochian
- Prefontaine (1997) – Bill Dellinger
- Married... with Children (televisieserie) – Al Bundy (260 afleveringen, 1987-1997)
- The Spanish Prisoner (1997) – FBI Team Leider
- The Bone Collector (1999) – Detective Paulie Sellitto
- The 10th Kingdom (Mini-serie, 2000) – Relish de Trollenkoning
- Lucky Numbers (2000) – Dick Simmons
- Nobody's Baby (2001) – Norman Pinkney
- Big Apple (televisieserie) – Detective Michael Mooney (8 afleveringen, 2001)
- In the Game (televisiefilm, 2004) – Buzz
- Spartan (2004) – Burch
- Murder Investigation (televisieserie) – Lt. Joe Friday (22 afleveringen, 2003-2004)
- 8 Simple Rules (for dating my teenage Daughter) (televisieserie) – Matt (aflevering Old Flame, 2005)
- In the Game (televisiefilm, 2005) – Buzz Reed
- The West Wing (televisieserie) – gouverneur Eric Baker D-PA (4 afleveringen, 2004-2005)
- Steel Valley (2005) – congreslid Cardone
- Inseparable (televisiefilm, 2006) – Alan
- Twenty Good Years (televisieserie) – Brock (aflevering Between a Brock and a Hard Place, 2006)
- The Unit (televisieserie) – William Partch (aflevering Silver Star, 2006)
- John from Cincinnati (televisieserie) – Bill Jacks (10 afleveringen, 2007)
- Redbelt (2008) – Hollywoodproducent
- Modern Family (televisieserie) – Jay Pritchett (250 afleveringen, 2009-2020)
- Wreck-It Ralph (2012) – Mr. Litwak (stem)
- Entourage  (2015) – Ed O'Neill
- Finding Dory (2016) – Hank (stem)
- Ralph Breaks the Internet (2018) – Mr. Litwak (stem)
- The Last Shift (2020)